# Achada (Campanário)
Achada é um sítio povoado e pitoresco da freguesia do Campanário, concelho da Ribeira Brava, Ilha da Madeira.
Nota: Estas coordenadas referem-se à igreja do Campanário. Se alguem souber a localização exacta da Achada nesta freguesia agradece-se que as corrijam.